# 1,1-Дибромэтан
1,1-дибро́мэта́н — галогеналкан состава C2H4Br2, прозрачная горючая жидкость светло-коричневого цвета.

## Физические свойства
Хорошо растворим в этаноле, ацетоне, бензоле. Очень хорошо растворим в диэтиловом эфире. Растворимость в воде 3,4 г/л при 25°С. Плохо растворим в хлороформе.

## Получение
Присоединением бромоводорода к бромистому винилу (бромэтилену) при отсутствии пероксидных радикалов:

## Применение
Используется в качестве растворителя при бромировании органических соединений, в качестве добавок к моторному топливу. Также применяется для обработки зерна и почвы в качестве фумиганта.

## Экологические свойства
Считается малотоксичным веществом. При хроническом вдыхании паров возможно хроническое отравление и развитие болезни называемой бромизмом.
В атмосфере существует в виде паров. Период полуразложения в атмосфере при реакции с гидроксильными радикалами около 64 дней. При попадании в реки и водоёмы не задерживается в отложениях, а испаряется в атмосферу, период полуиспарения из реки и озера 2 часа и 6 дней соответственно.
Предположительно является канцерогеном. При работе с ним требуется защитная одежда и перчатки.